# Roe Biplan no 1
Le Roe Biplan no 1 (Roe I Biplane en anglais) est un biplan expérimental construit par le pionnier britannique Alliott Verdon-Roe.

## Origine et développement
En décembre 1906 le comité sportif du circuit automobile de Brooklands (Weybridge, Surrey) offrit un prix de 2 500 £ au premier aviateur capable d’effectuer un tour complet de circuit (4 km) avant la fin 1907. Attiré par cette somme, Alliot Verdon-Roe commença la construction d’un biplan de type Wright dans une remise chez son frère Spencer. Après avoir remporté le concours de modèles réduits disputé le 15 avril 1907 à l’Alexandra Palace de Londres avec une copie à échelle réduite de son biplan, il réalisa lui-même sur le circuit automobile un hangar en bois pour y achever la construction de son biplan. 
Terminé en août 1907, il s’agissait d’un biplan canard en bois entoilé reposant sur un train quadricycle. Entrainée par un arbre assez long, l’hélice était encadrée par deux surfaces mobiles d'entreplan devant assurer le contrôle latéral, l’appareil ne comportant aucune surface verticale.  
Aucun aviateur ne remporta le prix offert par le comité sportif de Brooklands. Le moteur bicylindre JAP de 9 ch n’avait pas une puissance suffisante pour permettre d’arracher le biplan Roe du sol. Pourtant en décembre 1917 A. Verdon-Roe parvint à le faire décoller, tracté par un véhicule automobile.

## Premier vol britannique
Les journaux The Graphic et The Daily Graphic ayant proposé entretemps une prime de 1 000 £ au premier aviateur pouvant relier deux points déterminés distants d’un mile (1 610 m) sur le circuit, Alliott Verdon-Roe parvint à emprunter début 1908 un moteur 8 cylindres Antoinette de 24 ch qui fut monté sur la machine, devenue Avroplane. Selon deux témoignages écrits il aurait réalisé un vol de 45 m à 1 m de hauteur dès le 8 juin. Son frère Humphrey affirmera plus tard qu’il a tenu l’air sur plus de 55 m le 28 juin. C’est donc le premier vol réalisé en Grande-Bretagne par un Britannique sur un avion de sa conception. Mais, comme d’autres pionniers, Alliott Verdon-Roe travaillait dans la discrétion et faute de témoignages indiscutables c’est John Moore-Brabazon qui fut reconnu en 1929 comme « premier aviateur anglais » par le Royal Aero Club, pour un vol de 460 m réalisé le 2 mai 1909 devant la presse.
L’Avroplane fut malheureusement gravement endommagé durant les manipulations destinées à lui faire franchir les barrières de sécurité du circuit, Alliott Verdon-Roe ayant été contraint de quitter le circuit automobile le 17 juillet 1908, mais une copie grandeur fut réalisée en 1988 par le Brooklands Motorsport and Aviation Museum.  